# لستر آر. فورد
لستر رندالف فورد سینیور (انگلیسی: Lester Randolph Ford Sr؛ ۲۵ اکتبر ۱۸۸۶ – ۱۱ نوامبر ۱۹۶۷) ریاضی‌دان اهل ایالات متحده آمریکا بود.